# François Arago
François Jean Dominique Arago (26. února 1786 Estagel, Pyrénées-Orientales – 2. října 1853 Paříž) byl francouzský matematik, fyzik, astronom a politik.

## Život
V roce 1820 zjistil, že elektrický proud usměrňuje nezmagnetizované kovové piliny do kruhu okolo drátu. Objevil princip produkce magnetismu pomocí cylindricky stočeného měděného elektrického vodiče.

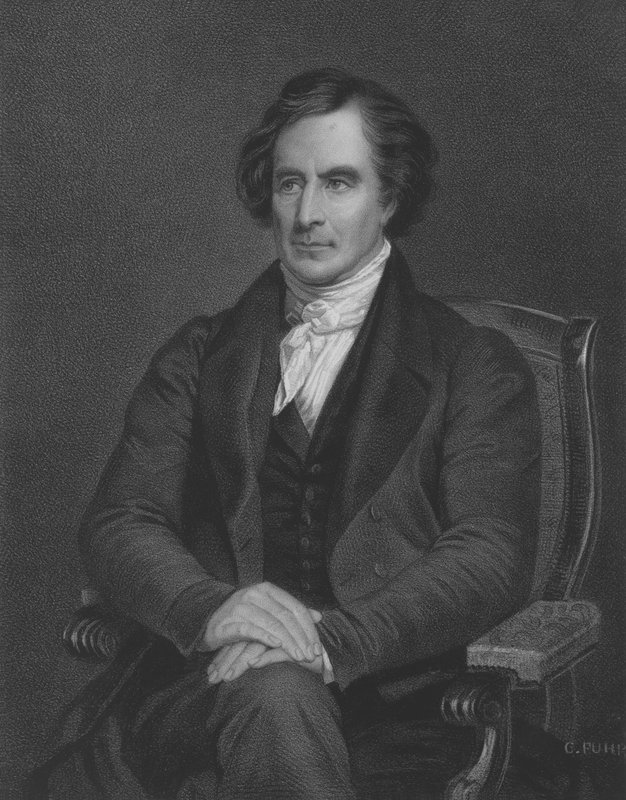
François Arago

Jako vlivný tajemník Francouzské akademie věd a přítel fotografa Louise Daguerra roku 1839 významně zasáhl do přijetí vynálezu fotografie. Arago představil daguerrotypii, kterou vyvinul Daguerre spolu s Nicéphorem Niépcem, na zasedání Francouzské akademie věd. Zpráva mezi vědci vzbudila senzaci a rozlétla se do celého světa. Vývojem fotografických metod se zabýval také Hippolyte Bayard a své experimenty rovněž ukázal Aragovi. Ten mu poskytl určitou částku na další výzkum, ovšem současně ho přesvědčil, aby své vynálezy zatím nezveřejňoval. Jedním z možných motivů mohla být snaha nepřipustit, aby se kolem vynálezu rozpoutal boj o prvenství. Následkem toho Bayardovy experimenty nevešly v takovou známost jako Daguerrovy a francouzská akademie dala přednost daguerrotypii. Bayard označil Aragovo jednání za podvodné a na protest zveřejnil fotografii s autoportrétem, na němž se stylizoval do role muže, který spáchal sebevraždu utopením. Dne 15. června 1839 podepsal král Ludvík Filip zákon, kterým byla Daguerrovi přiznána doživotní penze 6000 franků a Niépcovu synu Isidorovi 4000 franků. Téhož roku dne 19. srpna byl vynález fotografie vyhlášen na zasedání akademie věd a připadl státu.
Je jedním ze 72 významných mužů, jejichž jméno je zapsáno na Eiffelově věži v Paříži.

## Dílo
- Leçons d'astronomie professées à l 'Observatoire royal, Paris, J. Rouvier, 1836
- Sur les Fortifications de Paris, Paris, Bachelier, 1841
- Analyse de la vie et des travaux de Sir William Herschel, Paris, Bachelier, 1843
- Sur l'ancienne École polytechnique, Paris, Bachelier, 1853
- Histoire de ma jeunesse, Bruxelles/Leipzig, Kiessling, Schnée et Cie, 1854